# Boethius z Dácie
Boethius z Dácie (latinsky Boethius de Dacia, anglicky Boethius nebo Bo of Dacia) byl filosof 13. stol. činný především na universitě v Paříži. O jeho životě je toho známo velmi málo. Patrně patřil k dominikánskému řádu, v 70. letech vyučoval svobodná umění.

## Jméno
Překlad jeho jména Danske Bo ("Bo Dán") do středověké latiny jako Boetius de Dacia vychází ze skutečnosti, že toponymum Dania, což znamená Dánsko, bylo ve středověku občas zaměňováno s Dacií.

## Život a úspěchy
Boetius se narodil v první polovině 13. století. O jeho raném životě toho není mnoho známo. Snaha spojit ho se známými osobnostmi z Dánska nebo Švédska byla neúspěšná. Ví se pouze, že odešel do Francie, aby vyučoval filozofii na pařížské univerzitě. Na univerzitě se stýkal se Sigerem Brabantským. Nějakou dobu ještě vyučoval jako mistr umění, než aby rychle přešel ke studiu na teologické fakultě nebo si našel neakademické zaměstnání. Tuto neobvyklou kariéru sdílel se Sigerem a dalšími, jako byli Roger Bacon a Jean Buridan. V roce 1277 byl odsouzen Štěpánem Tempierem za to, že byl předním členem averroistického hnutí. Boetius spolu se Sigerem uprchl z Paříže a odvolal se k papeži Mikuláši III. Byl zadržován v papežské kurii v Orvietu. Poté odešel k dominikánům do Dánska.
Boetius byl přívržencem Aristotela a Averroese. Psal o logice, přírodní filozofii, metafyzice a etice, některá jeho díla se však nedochovala. Jeho hlavním postojem bylo, že filosofie se musí řídit tím, kam vedou argumenty, bez ohledu na jejich rozpor s náboženskou vírou. Filozofie pro něj byla nejvyšší lidskou činností a na tomto světě dosáhli moudrosti pouze filozofové. Ve své knize O nejvyšším dobru aneb O životě filosofa nabízí vroucí aristotelský popis nejvyššího dobra člověka jako rozumové kontemplace pravdy a ctnosti. Mezi kontroverzní závěry, k nimž dospěl, patří nemožnost stvoření ex nihilo, věčnost světa a lidského rodu a to, že nemůže dojít ke vzkříšení mrtvých.
Navzdory svým radikálním názorům zůstal Boetius křesťanem; snažil se sladit své náboženské přesvědčení se svými filozofickými postoji tím, že zkoumání světa a lidské přirozenosti přisoudil filozofii, zatímco náboženství přisoudil nadpřirozené zjevení a božské zázraky. Byl odsouzen za zastávání učení o "dvojí pravdě", ačkoli se snažil vyhnout tomu, aby filozofické závěry, které byly v rozporu s náboženstvím, označil za pravdivé: v každém oboru poznání je třeba dbát na to, aby člověk své závěry kvalifikoval. Závěry, k nimž filosof dospívá, jsou pravdivé "podle přirozených příčin a principů" (De Aeternitate Mundi, s. 351).

## Myšlenky
Ve filosofii jazyka se řadil k tzv. modistům - zkoumali důsledky plynoucí z teze, že všechny jazyky mají intecionálně (v mysli) stejnou strukturu (podobá se hloubkové struktuře Noama Chomského) a rozvíjeli tedy tzv. spekulativní gramatiku.
V recepci Aristotela se řadil k tzv. averroistům. Byl nejaktivnějším spolubojovníkem Sigera z Brabantu. Domýšlel některé jeho filosofické myšlenky tak, že byly v rozporu s oficiální teologií. Připisuje se mu (ovšem neprávem) teorie dvojí pravdy, tj. že existuje filosofická pravda nezávisle na teologické. Podle Sokolova Boethius z Dácie kladl pravdu filozofie nad pravdu víry.

## Spisy
- De aeternitate mundi
- De somniis
- De summo bono sive De vita philosophi
- Modi significandi sive Quaestiones super Priscianum Minorem
- Sophismata